# لوژا
لوژا (به لاتین: Luzha) یک رود در روسیه است که در استان کالوگا واقع شده‌است.